# Comité international pour la muséologie
L’ICOFOM, le Comité international pour la muséologie du Conseil international des musées (ICOM) a été créé en 1977, à l’initiative de Jan Jelínek, afin de développer la recherche et la réflexion théorique au sein du champ muséal. Ce comité se consacre à l’étude des fondements théoriques qui guident l’activité des musées dans le monde ou, de manière générale, à l’analyse des différentes formes que peut présenter un musée. Il regroupe plusieurs centaines de muséologues du monde entier, organise un symposium annuel et publie, entre autres, la revue ICOFOM Study Series, disponible en ligne.

## Genèse
Les activités de l’ICOM, lancées en 1946, reposent sur un élan nettement plus ancien, initié notamment à partir de colloques professionnels, de revues d’associations nationales de conservateurs (Museums Journal, 1902 ; Museumskunde, 1905) et, bien sûr, des travaux de l’Office international des musées, fondé à partir de 1926. Une partie importante des recherches développées au sein de ces associations, à l’instar de celle des comités internationaux, se concentre sur des objectifs liés aux préoccupations concrètes des professionnels. Dès 1968, l’ICOM lance ainsi un comité pour la formation professionnelle (ICTOP), à une époque où les formations muséales se multiplient, notamment à Brno (1963), Leicester (1966) ou Paris (1970). En revanche, le développement d’un champ théorique particulier lié au phénomène muséal – longtemps intitulé muséographie puis, après la Seconde guerre mondiale, muséologie – ne constitue pas un but recherché par la plupart des professionnels. C’est cependant cette voie qui intéresse plus particulièrement un certain nombre de chercheurs et de formateurs universitaires, essentiellement originaires des pays de l’Est, à commencer par Jan Jelínek, alors directeur du Musée de Moravie de Brno et président de l’ICOM. L’ICOFOM est créé en 1977 à la conférence générale de Moscou ; son premier président est Jan Jelínek (Vinoš Sofka lui succède à partir de 1981). Depuis cette date, on peut estimer que trois générations de muséologues se sont succédé afin de poursuivre les travaux d’ICOFOM.

## Trois générations de muséologues
À l’époque de la Guerre froide, la muséologie dans les pays de l’Est est particulièrement développée. D’emblée, l’ICOFOM va constituer une plate-forme internationale unique, réunissant des chercheurs de part et d’autre du rideau de fer, essayant de constituer la muséologie en une discipline autonome : un enjeu alors de grande importance dans les pays du Pacte de Varsovie, sans lequel la muséologie ne pourrait être enseignée à l’université. Des figures emblématiques de la muséologie, comme Georges Henri Rivière, puis surtout André Desvallées, pour la France, vont ainsi œuvrer de manière conjointe avec les muséologues les plus influents des pays de l’Est, parmi lesquels Avram Razgon (URSS), Klaus Schreiner (RDA), Jiri Neustupny (Tchécoslovaquie), Joseph Benes (Tchécoslovaquie), Wojciech Gluzinski (Pologne), et surtout Zbyněk Stránský (Tchécoslovaquie). L’objectif affirmé d’ICOFOM, animé de manière particulièrement dynamique par Sofka, vise alors à recenser les différents courants de la muséologie à travers le monde, mais aussi à développer cette discipline de manière à lui apporter le statut d’une science au sein du système académique. D’emblée cette approche essentiellement théorique va dérouter nombre de chercheurs plus pragmatiques, comme George Ellis Burcaw, auteur d’un influent manuel aux États-Unis. Le climat de guerre froide qui se poursuit à cette époque ne contribue par ailleurs pas à resserrer les liens entre toutes les parties. En revanche, plusieurs chercheurs latins, et notamment d’Amérique latine, comme Waldisa Russio, sont séduits par cette approche. 
C’est ainsi qu’émergent des définitions plus vastes de la muséologie, dont l’objet d’étude dépasse le musée, puisque cette forme institutionnelle est relativement récente et que ce qui intéresse les muséologues repose sur cette attitude spécifique qui a donné lieu à la constitution de musées, mais aussi à celle des cabinets de curiosités ou, à l’avenir, de nouvelles formes liées aux technologies numériques (cybermusées) : « la muséologie est une science qui examine le rapport spécifique de l’homme avec la réalité et consiste dans la collection et la conservation, consciente et systématique, et dans l’utilisation scientifique, culturelle et éducative d’objets inanimés, matériels, mobiles (surtout tridimensionnels) qui documentent le développement de la nature et de la société » et « le musée est une institution qui applique et réalise le rapport spécifique homme-réalité », suggère la muséologue tchécoslovaque Anna Gregorová dès 1980. C’est dans une telle perspective, de manière à rendre plus précisément compte de l’activité très spécifique que constitue la présentation d’un objet dans un musée – un phénomène très particulier, pas très éloigné d’un acte sacré – que des concepts particuliers sont développés, comme celui de muséalisation (l’action visant à insérer un objet dans un contexte muséal) et celui de muséalité (la valeur particulière qui détermine ce geste). Le muséologue tchèque Zbyněk Stránský va à cet égard jouer un rôle de premier plan, à travers son implication très grande au sein de l’ICOFOM, mais également à travers l’École internationale d’été de muséologie (ISSOM) qu’il fonde à Brno, en 1987.
À cette première génération de chercheurs, présidée durant huit ans par Vinoš Sofka, va s’en adjoindre une seconde, plus diversifiée, parmi lesquels on peut retenir les noms de Peter van Mensch (Pays-Bas), auteur d’une thèse sur la muséologie comme discipline scientifique soutenue en 1992 : Towards a methodology of museology  et qui succède à Sofka en tant que Président d’ICOFOM, Ivo Maroévić (Croatie), Bernard Deloche et Mathilde Bellaigue (France), Martin Schaerer (Suisse), mais aussi Teresa Scheiner (Brésil), Tomislav Šola (Croatie) ou Nelly Decarolis (Argentine). Alpha Oumar Konaré, qui fut un membre d’ICOFOM très attentif au niveau du développement de la nouvelle muséologie, a connu un destin particulièrement remarquable, puisqu’il est devenu Président de l’ICOM, puis Président du Mali. 
C’est de cette époque que datent notamment certaines des définitions les plus vastes du phénomène muséal, notamment celle qui est due à Judith Spielbauer : « Le musée est un moyen, ce n’est pas une fin. Ses fins ont été clarifiées de diverses façons. Elles comprennent l'intention de favoriser la perception individuelle de l'interdépendance des mondes naturel, social et esthétique en offrant information et expérience, et en facilitant la compréhension de soi-en-contexte et de soi grâce au contexte. Elles comprennent aussi la dissémination des connaissances, l’amélioration de la qualité de vie et la préservation pour les générations futures.»
Une troisième génération (formée par les générations précédentes d’ICOFOM) s’est progressivement associée aux travaux de ces chercheurs : il s’agit notamment de Wanchen Chang (Taïwan), d’Anna Leshchenko (Russie) ou de Bruno Brulon Soares (Brésil). Tous partagent une vision globale de la muséologie fondée sur la réflexion autour du développement des musées dans le monde et sur les valeurs qui conditionnent le travail muséal. Depuis trois décennies environ, l’institution a connu des transformations considérables, qu’il s’agisse du tournant commercial qu’elle a progressivement pris dans nombre de pays, de son rapport aux collections qui ne cesse de se métamorphoser, et bien sûr des technologies numériques dont le développement contribue à la transformation de notre manière de percevoir le monde. Il importe de comprendre et de préparer, à l’aune de ces évolutions, la possible évolution du musée lui-même.

## La muséologie aujourd’hui et le travail d’ICOFOM
Aujourd’hui, la muséologie – telle qu’elle est envisagée par l’ICOFOM – se définit comme « l’ensemble des tentatives de théorisation ou de réflexions critiques liées au champ muséal ». Cette vision, résolument large, rassemble des courants parfois antagonistes liés aux penseurs du musée à travers le monde, qu’il s’agisse de Benjamin Ives Gilman ou de Georges Brown Goode, de John Cotton Dana ou de Joseph Veach Noble, et pour notre époque, de Duncan F. Cameron, de Neil Postman, de Georges Henri Rivière, de Zbyněk Stránský, d’André Desvallées, de Stephen Weil ou de Roland Arpin. C’est à un travail de recherche et de synthèse auquel l’ICOFOM s’attelle, tentant de présenter l’inventaire des différentes manières de concevoir le musée et la muséologie et d’évoquer, à travers ses synthèses, les tendances qui se dégagent de ce vaste mouvement de transformation du secteur. La plupart des chercheurs actifs, au sein d’ICOFOM enseignent à l’université après avoir réalisé une partie de leur carrière (ou tout en la poursuivant) dans les musées. On compte actuellement près de 700 membres dans ce comité, dont 60% proviennent des pays européens et plus de 20% résident en Amérique latine.
D’emblée, les publications ont occupé une partie importante des activités de l’ICOFOM. Aux premiers numéros des Museological Working papers, publiés en 1980 et 81, ont succédé les ICOFOM Study Series (ISS), qui totalisent plusieurs milliers de pages mises en ligne sur le site de l’ICOFOM. De manière générale, les ISS regroupent les contributions écrites présentées lors des symposiums d’ICOFOM. Depuis 2007, une procédure d’évaluation anonyme(évaluation par les pairs) a été mise en place par le comité de rédaction des ISS. 
Un certain nombre de publications de synthèse ont par ailleurs été publiées : Vers une redéfinition du musée a été éditée en 2007, dans le cadre de la réflexion sur la nouvelle définition du musée par l’ICOM. Plus récemment (2010), l’ICOFOM a édité les Concepts clé de muséologie, disponibles sur le site de l’ICOM et déjà traduits en huit langues, ainsi que le Dictionnaire encyclopédique de muséologie, paru en 2011 et qui est le fruit d’un travail entamé depuis 1993 au sein du comité. 

## Liste des Présidents d’ICOFOM
- Jan Jelínek, 1977–1981
- Vinoš Sofka, 1981–1989
- Peter van Mensch, 1989–1993
- Martin Schaerer, 1993–1998
- Tereza Scheiner, 1998–2001
- Hildegard Vieregg, 2001–2007
- Nelly Decarolis, 2007–2010
- Ann Davis, 2010–2013
- François Mairesse, 2013–2019
- Bruno Brulon Soares, 2019-2022
- Karen Brown, 2022-

Vinoš Sofka est président honoraire d’ICOFOM et membre d’honneur du ICOM

André Desvallées est conseiller permanent d’ICOFOM et membre d’honneur de l’ICOM.

## Sites officiels
- Site officiel de l’ICOFOM
- Publications en ligne de l’ICOFOM
- Concepts clé de la muséologie